# Василівка (Ізмаїльський район)
Васи́лівка — село Кілійської міської громади у Ізмаїльському районі Одеської області в Україні. Населення становить 1220 осіб.

## Населення
Згідно з переписом 1989 року населення села становило 1373 особи, з яких 606 чоловіків та 767 жінок.
За переписом населення 2001 року в селі мешкало 1176 осіб.

### Мова
Розподіл населення за рідною мовою за даними перепису 2001 року:
| Мова       | Відсоток |
| ---------- | -------- |
| російська  | 80,25 %  |
| українська | 13,85 %  |
| румунська  | 2,05 %   |
| циганська  | 1,64 %   |
| болгарська | 0,98 %   |
| гагаузька  | 0,66 %   |
| білоруська | 0,16 %   |